# Unité urbaine de Saint-Rogatien
L'unité urbaine de Saint-Rogatien est une unité urbaine française constituée par la commune de Saint-Rogatien, petite ville de la deuxième couronne périurbaine de l'aire d'attraction de La Rochelle, située au nord de la Charente-Maritime.

## Données générales
En 2020, l'INSEE a procédé à une redéfinition des zonages des unités urbaines de la France; celle de Saint-Rogatien a ete créée et forme une ville isolée selon la nomenclature de l'Insee qui lui a donné le code 17105. 
En 2021, avec 2 408 habitants, elle constitue la 33e unité urbaine de Charente-Maritime et appartient à la catégorie des unités urbaines de 2 000 à 4 999 habitants.
Sa densité de population qui s'élève à 474 hab/km² en 2021 en fait une des unités urbaines les plus densément peuplées en Charente-Maritime.

## Délimitation de l'unité urbaine de 2020
Unité urbaine de Saint-Rogatien dans la délimitation de 2020 et population municipale de 2021
| Commune urbaine | Superficie | Population | Densité de population | Statut       |
| --------------- | ---------- | ---------- | --------------------- | ------------ |
| Saint-Rogatien  | 5,08 km²   | 2 408hab.  | 474 hab/km²           | Ville isolée |

## Sources et références
1. ↑  Composition de l'unité urbaine de Saint-Rogatien en 2020 - Source : Insee